# Le straordinarie avventure di Mr. West nel paese dei bolscevichi
Le straordinarie avventure di Mr. West nel paese dei bolscevichi (Neobyčajnye priključenija mistera Vesta v strane Bolševikov) è un film del 1924 diretto da Lev Kulešov. È noto come uno dei primi film di propaganda sovietica ad affrontare la percezione degli Stati Uniti d'America verso l'Unione Sovietica.

## Trama
L'americano John West, presidente dell'YMCA, sta pianificando un viaggio nella neonata Unione Sovietica per diffondere le idee dell'associazione. Sua moglie è molto preoccupata di quei bolscevichi vestiti di stracci e pellicce di cui ha letto sui giornali e quindi, per proteggersi, West parte insieme al suo amico cowboy Jeddy.
Tuttavia, appena arrivato, la sua valigetta viene rubata, perde di vista Jeddy e viene preso di mira da una banda di truffatori, tra cui da una contessa decaduta: facendo leva sull'ingenuità e le paure di West, i criminali inscenano un rapimento travestiti da barbarici bolscevichi, per poi "salvarlo" dalle grinfie di quest'ultimi nei panni di controrivoluzionari, spillandogli migliaia di dollari.
Alla fine, a salvare West è la vera polizia bolscevica, mentre Jeddy ha nel frattempo conosciuto una ragazza americana che vive a Mosca. West fa un giro turistico della città, scoprendo che il governo non ha distrutto tutte le attrazioni culturali (visita infatti l'Università di Mosca e il Teatro Bol'šoj), come invece avevano insinuato i truffatori. Dopo aver ammirato una parata militare, West conclude che la visione americana dell'Unione Sovietica è sbagliata e telegrafa alla moglie, chiedendole di buttare i giornali e appendere un ritratto di Lenin nel suo studio.